# MindManager
MindManager（マインドマネージャー）とはコーレル株式会社が開発・販売しているマインドマップ作成ソフトウェア兼アウトラインプロセッサ。かつては、Mindjet社が開発・販売を行っていた。

## 概要
1000を超えるグローバル企業で採用されているマインドマッピングツール。（公式では何千社という表記）。 
Office 2007と同様のMicrosoft Office Fluent UIが採用されており、ビジネスユーザーには理解しやすいGUIになっている。
できることは以下の通り
- ブレインストーミング（ビジネスミーティング、プロジェクトプランニング、製品開発、製品の発売、販売計画）
- データの可視化（組織図、プロジェクト管理、プレゼンテーション、システムマッピング、予測）
- フローチャート（プロセス管理、営業プロセス、製造プロセス）
- プロジェクト管理（ガントチャート、タイムライン、プロジェクト計画、提案、予算編成）

## 機能
- マインドマップ作成機能
- Microsoft Officeとの連携機能 - マップで描いたものを簡単に他のアプリケーション、Microsoft Word、Microsoft PowerPoint、Microsoft Projectなどに変換することができる。
- Microsoft Excelソリューションとして、意思決定支援ソフトMindManager DSのほか、MindManagerのトピックをExcelのセルに簡単にエクスポートできるExcelインポート/エクスポートがある。
- ハイパーリンク機能 - WebのURL・既存のファイル・電子メールなどをリンクさせ、参照できる。
- フィルタ機能 - 必要な項目を抽出して表示することが出来る。

## アドイン
同ソフトウェアは専用のアドイン開発が広く行われている。
日本語アドインソフトは、バリューネットワークス株式会社が提供している。
| 公式サイト = 

## 歴史
- 2007年8月21日 - MindManager7
- 2009年3月11日 - MindManager8 (Windows)発売

…Office 2007と同様のMicrosoft Office Fluent UIを採用
- 2010年1月26日 - MindManager8 for Mac発売
- 2010年9月1日 - MindManager9 for Windows発売
- 2017年9月28日　- Mindmanager 2018
- 2018年9月28日　- Mindmanager 2019

## 買収
2016年8月、Mind Managerを提供していたMindjet社をコーレル株式会社が買収したことにより、販売、サポート元が変更になっている。

### Mindjet について
- お客様リスト Mindjet: お客様

1. ↑  “マインドマネージャー”.  Corel. 2018年11月8日閲覧。